# 厉日耐
厉日耐（1935年11月—），中國山东莒南厉家寨人，原名厉冬寒。中华人民共和国政治人物。

## 生平
厉日耐只有初中學歷。1954年8月，厉日耐任山东省莒南县朱芦区粮管所出纳会计。1955年7月，加入中国共产党。1955年10月至1956年11月，任莒南县朱芦区大山农业社总会计。1957年2月，在山东农学院学习。1958年2月毕业后，出任大山农业社厉家寨管理区共青团总支书记。1958年秋，大山农业社变为大山人民公社的厉家寨生产大队。1960年10月，厉日耐任大山公社厉家寨大队党总支部书记。1964年，在响应“农业学大寨”号召时，中共莒南县委提出“远学大寨，近学厉家寨”。同年冬，时任党支部书记的厉日耐与大队长厉月举率领民众修建龙潭水库。1970年3月至1973年8月，改任莒南县大山公社党委书记。1971年4月，任中共临沂地委常委（1973年9月离职）。1973年8月，当选中国共产党第十届中央委员会候补委员。1975年4月29日，山东省第二次贫农下中农代表大会在济南召开，厉日耐当选省贫协副主任（主任张富贵）。
文化大革命结束后，中共中央对中共山东省委领导班子成员进行了调整。1977年1月6日，中央批准苏毅然、厉日耐、秦和珍、李振任中共山东省委书记（当时设有第一书记）。1977年8月，中共十一届一中全会召开，山东代表团中白如冰为团长，苏毅然、厉日耐为副团长；厉日耐同时当选中共第十一届中央候补委员。1977年12月，山东省五届人大一次会议选举，担任山东省革命委员会副主任。1979年2月，他被免去中共山东省委书记、常委、山东省革委会副主任职位；改任中共山东省临朐县委副书记。1984年2月，在临朐县接受组织审查，被认定在文化大革命期间犯有较轻的错误，保留党籍，改任职务较低的领导工作。1986年3月，担任临朐县工业公司、化工建材局干部。1995年11月退休。